# Estadio de A Malata
El Estadio Municipal de A Malata (oficialmente en gallego: Estadio Municipal da Malata) es un estadio de fútbol español situado en la ciudad de Ferrol, en la provincia de La Coruña, Galicia. Está situado en la ciudad deportiva de A Malata, junto al paseo marítimo en la ensenada de A Malata, el Recinto Ferial de Punta Arnela y el Polideportivo municipal de A Malata.
Su propietario es el Ayuntamiento de Ferrol y el Racing Club de Ferrol ejerce como local en los partidos de fútbol que allí se disputan.
Además de ser el feudo del Racing Club de Ferrol, el estadio es utilizado por otras entidades:
- Club Montañismo Ferrol (rocódromo) [1]
- Kayak-polo Copacabana (Lago Artificial)

Durante el Mundial de 2030, será una de las subsedes mundialistas, y acogerá a 2 selecciones que tendrán A Malata como centro base de entrenamiento para el campeonato del mundo.

## Historia
Fue construido para sustituir al desaparecido Estadio Manuel Rivera, situado en el barrio de O Inferniño, que dejó paso a una gran plaza pública y un centro comercial.
Fue construido por la empresa Agromán y financiado con 1700 millones de pesetas (algo más de 10 200 000 euros) por la Junta de Galicia. Fue proyectado por un equipo de cinco arquitectos: Juan Pérez López de Gamarra, Francisco Iglesias Miño, Juan Rey-Cabarcos, Vicente Fernández-Couto y Alfredo Alcalá Navarro.
El primer partido se jugó el 18 de abril de 1993 en jornada de liga entre el Racing y el Atlético de Madrid B (3-2). Sin embargo, fue inaugurado oficialmente el 29 de agosto de 1993 con un partido entre el Celta de Vigo y el Real Club Deportivo de La Coruña.
Desde el estreno de A Malata, el Racing de Ferrol ha militado en segunda división en las siguientes campañas: 2000/01, 2001/02, 2002/03, 2004/05, 2005/06, 2007/08, 2023/24, 2024/25.
En esos años se confrontó con equipos como Atlético de Madrid, Real Sociedad, Sevilla, Betis, Zaragoza, Levante, Getafe, Español, Valladolid, etc. 
El estadio ferrolano también es escenario de los encuentros del trofeo Concepción Arenal (nacido en 1953), destacando las ediciones de 1994 (con Aston Villa y Atlético de Madrid como contendientes, con victoria británica) y 1995 (con Real Zaragoza y Ajax de Ámsterdam, con triunfo final del equipo neerlandés).
En ese año, también se disputó un partido amistoso entre el Racing de Ferrol y el Borussia Dortmund.

En la temporada 2023-24, el Racing Club de Ferrol, ha conseguido que A Malata sea el único estadio invicto de Primera y segunda división, acumulando un año natural, del 17 de diciembre de 2022 al 17 de diciembre del 2023, en lo que se ha denominado como El efecto A Malata.
En las grandes Ligas europeas, tan solo el Liverpool puede igualar el récord del Racing sin perder como local en todo el 2023.

## Instalaciones

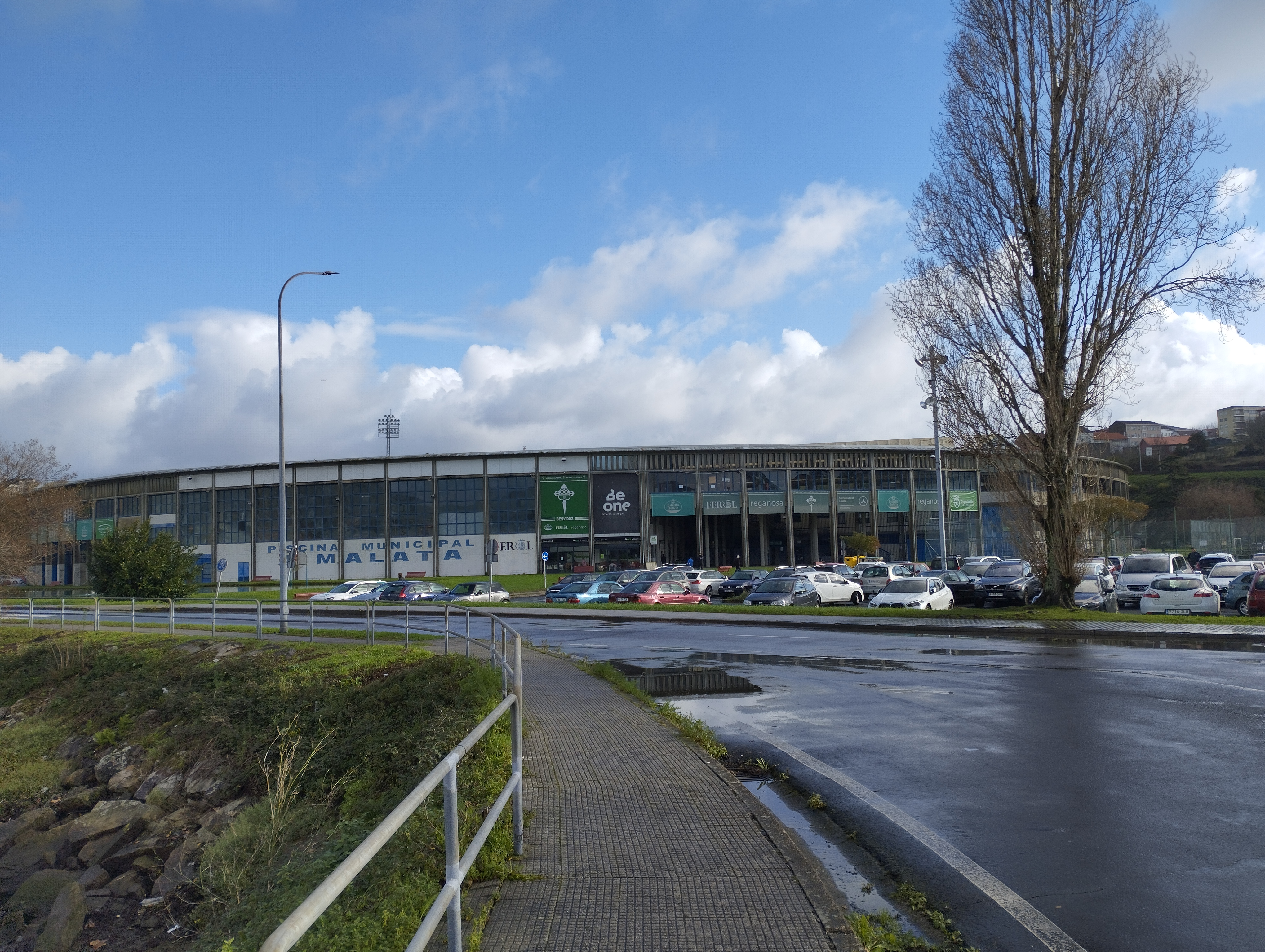
Vista exterior

El Estadio de A Malata está ubicado en una superficie municipal de 144 806 metros cuadrados situados junto al recinto ferial de Punta Arnela y la ensenada de A Malata.

El estadio está equipado con un sistema de riego mediante aspersores emergentes, 2 Videomarcadores (agosto 2025), vestuarios, cafetería, oficinas, zona para radio, prensa y TV, tecnología VAR,  sistema CCTV, alumbrado led, sala antidopaje, sistema contra incendios, alumbrado y megafonía de emergencia, tornos de acceso, UCO (Unidad de Control Organizativo)...
 
También dispone de piscina cubierta climatizada y otras instalaciones deportivas (gimnasio, rocódromo, spa, estanque para kayak-polo, parque de patinaje). También cuenta con un campo anexo de 93 × 58,5 m de hierba natural y desde 2004, 2 campos de césped artificial de fútbol 7.
El terreno de juego tiene unas dimensiones de 105 por 68 metros y es de césped natural, tipo Ray Grass Inglés, instalado en julio de 2023.La capacidad original del estadio eran 12 043 espectadores, todos ellos a cubierto.
El aforo total del estadio se ha visto mermado en atención a distintos requerimientos de adecuación de las instalaciones ( tecnología VAR, nuevos banquillos, nueva zona de prensa y TV...) situándolo por debajo de los 12 000 asientos. Concretamente, según los últimos datos facilitados por la dirección deportiva (julio de 2024) es de 11 669 espectadores.

### Gestión de las Instalaciones
La figura jurídica que regirá el uso de las instalaciones del Estadio municipal de la Malata por parte del Racing será la concesión demanial, y tendrá carácter gratuito. Entre las cláusulas administrativas contempladas en el pliego, consta que el club podrá utilizar el terreno de juego central, las localidades, las taquillas, el campo anexo y demás dependencias para celebración de encuentros y entrenamientos. La duración del nuevo convenio es 3 años prorrogable a un máximo de 15 años.
 
Quedan excluidas el resto de instalaciones del complejo, como son el rocódromo, la piscina municipal y los bajos próximos a la laguna de kayak. Mientras, el Ayuntamiento podrá organizar en el estadio eventos deportivos y culturales siempre que no interfieran con la competición oficial o actividades programadas por el club. El Ayuntamiento organizará el trofeo Concepción Arenal con la colaboración y apoyo organizativa del Racing.

En cuanto a mantenimiento y obras, serán responsabilidad del club todos los gastos de conservación, reparación, mejoras, reformas, limpieza y seguridad necesarios para el buen uso de las instalaciones. Los trabajos de mayor envergadura, como son los que afecten a la estructura del estadio, a su estabilidad o a las cubiertas, le corresponderán al Ayuntamiento.
Las adecuaciones técnicas necesarias que se requieran desde los organismos reguladores de las competiciones oficiales para la participación del equipo serán realizadas por el Racing, así como la adopción de medidas de seguridad y emergencias.

### Iluminacion Led
El sistema de iluminación del Estadio A Malata, instalado en 1993 y basado en tecnología de lámparas de halogenuros metálicos, mostraba signos evidentes de obsolescencia y deterioro tras 32 años de servicio. Con un total de 202 proyectores, distribuidos entre las torres y los aleros de las tribunas, el sistema no solo fallaba en cumplir con los estándares de iluminación requeridos para las transmisiones televisivas de LaLiga, sino que también presentaba problemas de seguridad críticos debido a la corrosión y la falta de mantenimiento adecuado. 
Durante una inspección realizada en noviembre de 2023, se evidenciaron deficiencias graves como cableado expuesto y focos llenos de agua, comprometiendo la integridad del sistema. Además, la dificultad para encontrar repuestos para este tipo de tecnología obsoleta auguraba un futuro problemático, destacando la necesidad imperiosa de una actualización hacia la más moderna y eficiente tecnología led.
El proyecto de renovación lumínica incluye la implementación de tecnología led para el sistema de iluminación del campo de juego, asegurando que cumpla con los niveles de iluminación exigidos por LALIGA EA SPORTS en HD, según los estándares del Reglamento para la Difusión Televisiva.
El coste total de la instalación es de 1 8000 000€, sufragado con 750 000€ por el ayuntamiento de Ferrol, 750 000€ por la diputación de La Coruña y 300 000€ por el Racing Club Ferrol.

Estos nuevos focos se podrán acoplar a la nueva cubierta del estadio (incluida en el presupuesto de la ciudad del deporte de A Malata).
Se instalarán 27 proyectores por cada torreta, disponiéndose otros 120 repartidos en el alero de la cubierta del complejo, a razón de 50 en la grada de Tribuna, otros tantos en la de Preferencia, 10 en Fondo Sur y otra decena en Fondo Norte.
Existirán dos tipos de luminarias y siete de ópticas y que se incorporará un sistema de control centralizado para la regularización y monitorización del mismo, como también de cara a la implementación de espectáculos de luces.
La instalación, por último, sumará un grupo electrógeno para «proporcionar el suministro de reserva para los sistemas de retransmisión televisiva y el alumbrado del estadio en caso de fallo en el suministro eléctrico», además de sustituir su red de pararrayos por una «tecnología de verificación a distancia y sistema de protección». El grupo electrógeno se ubica en uno de las salas del fondo norte.
La obra del nuevo alumbrado led del estadio finalizo en agosto de 2025.

La iluminación de las zonas comunes de las gradas fue sustituida por led en 2023.

### Videomarcadores
Los antiguos marcadores electrónicos de A Malata, que tan solo aportaban como información el tanteo del partido y el tiempo disputado, ya estaban muy deteriorados e incluso el de Fondo Sur se averío en el comienzo de la temporada de liga 2024/2025 y estuvo inoperativo hasta que acabó la campaña, con el consiguiente perjuicio para los aficionados de Fondo Norte.
Los videomarcadores eran una vieja aspiración de los propietarios del club, el Grupo Élite, que siempre manifestaron su aspiración de dotar al estadio de estas pantallas LED, de una gran definición, en la que poder aportar a los aficionados información, oferta de productos, notificaciones o meter publicidad de los patrocinadores del club.
La instalación de las pantallas LED ha estado a cargo de la empresa Trison,una compañía gallega especializada en la digitalización de espacios físicos y en márketing sensorial se ha realizado en agosto de 2025.
Se han ubicado en ambos fondos en la parte superior de la grada

### Próximas reformas
La nueva estructura de la cubierta,(incluida en el presupuesto de la ciudad deportiva de A Malata, con la reforma de FIMO), será la mayor remodelacion del nuevo y moderno A Malata, que permitirá sustituir la cubierta actual con 32 años de historia  pero muy deteriorada debido a la exposición a las inclemencias metereológicas y a la proximidad de la ría.
Como futuras remodelaciones se plantea la sustitución de todos los asientos por los de tipo abatible y color verde, mejoras en los alrededores del estadio, aparcamiento... 
Como futura ampliación, se plantea, derribar las 3 filas inferiores en los fondos, lo que permitiría aprovechar el espacio de césped tras las porterías, y así ganar localidades al aumentar filas de asientos en ese nuevo trozo de grada.
Todas estas reformas se llevará a cabo con la financiación de la Diputación de La Coruña, el Ayuntamiento de Ferrol y la Xunta de Galicia, lo que permitirán, junto con las reformas ya realizadas, que el Estadio de A Malata se convierta en uno de los estadios más modernos de Galicia.

## ESSMA Stadium Industry Awards
Los galardones ESSMA reconocen iniciativas excelentes, innovadoras y creativas en el marco de la gestión de estadios deportivos. Entre las diversas categorías que abarca los premios, el Racing Club de Ferrol, postula las obras realizadas en A Malata durante el verano de 2023 a la de Seguridad y Protección.

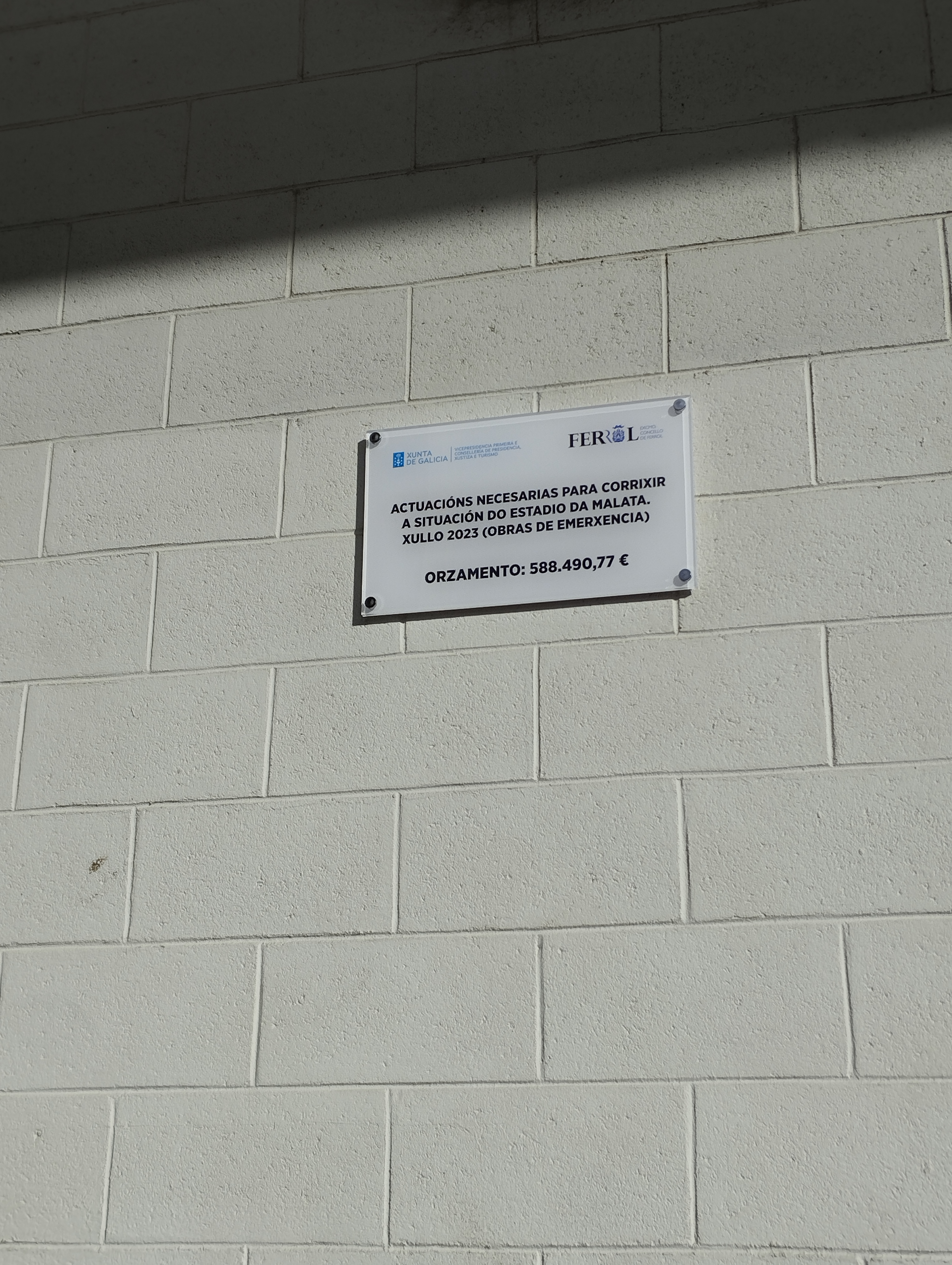
Placa de obras

Durante los meses de julio y agosto de 2023, el Racing Club de Ferrol, de forma coordinada con la Junta de Galicia y el Ayuntamiento de Ferrol, y bajo el paraguas de LALIGA, llevó a cabo notables actuaciones centradas en solucionar las anomalías detectadas en las auditorías realizadas por el ente futbolístico nacional con el fin de certificar la adecuación de las instalaciones de A Malata para la disputa de partidos de  LALIGA Hypermotion
Tras años sin recibir un mantenimiento adecuado, el estadio había sufrido un importante deterioro que obligó a acometer importantes obras que permitiesen adecuarse a la normativa vigente en materia de seguridad, prevención de la violencia y protección de asistentes. 
La rapidez, eficiencia y gestión por las distintas administraciones implicadas a la hora de realizar las obras hizo que el propio presidente de LA LIGA, Javier Tebas, felicitara al Racing Club de Ferrol personalmente. 
Carlos Mouriz, director deportivo del Racing leyó textualmente las palabras que le dirigió el pasado 24 de agosto de 2023:

Estimado Carlos, quería felicitarte a ti y a los miembros del club por la diligencia para habilitar en tiempo record vuestro estadio de A Malata adaptándolo a los requerimientos normativos para disputar así los partidos de La Liga con garantía de seguridad para los participantes y asistentes. Te ruego que traslades al Ayuntamiento de Ferrol si lo estimas oportuno esta felicitación por su implicación en el proyecto que genera valor no solo al Racing de Ferrol si no también a La Liga, un cordial saludo: Javier Tebas.

El objetivo no era otro que propiciar una experiencia positiva para los usuarios del campo más allá del espectáculo meramente deportivo, haciendo hincapié en aspectos como la accesibilidad, seguridad y permanencia en el recinto de las personas con movilidad reducida.
El Racing Club Ferrol, avalado por LALIGA, presentó la candidatura a unos premios de los que el 8 de noviembre de 2023, se han hecho públicos los nominados en cada categoría, entre los que se encuentra el Estadio de A Malata.
A continuación se abrió un plazo de votación entre los miembros de la ESSMA y una vez concluido este, el día 23 de enero de 2024, se revelará el nombre de los ganadores en el marco de una gran gala que se celebrará en el Johan Cruyff Arena de Ámsterdam.
En la gala, finalmente A Malata ha obtenido el galardón como ganadora, al que postulaba en la categoría de Seguridad y protección.

## Gemelo de A Malata
El Estadio de A Malata se tomó como modelo (junto al Estadio Verónica Boquete de San Lázaro pero sin pistas de atletismo) a la hora de construir el Estadio Municipal Reino de León.
Tanto las dimensiones del rectángulo de juego (105 x 68) como los graderíos de A Malata son idénticos a los del Reino de León. El recinto ferrolano dispone de 11 669 butacas, todas ellas a cubierto (por las 13 451 del estadio leonés)

## Subsede Mundial 2030
La FIFA ha confirmado a Ferrol como una de las ciudades donde se concentrarán las selecciones durante la Copa Mundial de Fútbol de 2030. La ciudad acogera dos combinados que tendrán A Malata como centro base de entrenamiento para el campeonato.

La elección de Ferrol como sede de concentración se produjo tras una evaluación técnica realizada en febrero de 2024 por representantes de la Real Federación Española de Fútbol, que visitaron el estadio de A Malata para analizar su idoneidad. Esta designación consolida a Ferrol como un actor clave en uno de los eventos deportivos más importantes del mundo.
Con esta oportunidad, la ciudad naval se prepara para recibir no solo a equipos internacionales, sino también a miles de aficionados que convertirán el Mundial 2030 en un acontecimiento histórico para Ferrol y Galicia

## Partidos internacionales
El 12 de noviembre de 2014 se disputó el primer encuentro internacional de selecciones disputado en la ciudad de Ferrol, enfrentando a las selecciones sub-21 de España y Bélgica.
| 12 de noviembre de 2014, 20:30 | España    | 1:4 | Bélgica                                                             | Estadio de A Malata, Ferrol                                          |                                                                      |
|                                | Munir 49' |     | Kabasele 15' · Youri Tielemans 36' · Kayembe 57' · Benito Raman 75' | Asistencia: 8.200 espectadores Árbitro(s): Taborda Xistra (Portugal) | Asistencia: 8.200 espectadores Árbitro(s): Taborda Xistra (Portugal) |

## Poemas a A Malata
En Ferrol, donde el mar abraza la tierra,
donde las olas susurran secretos al viento,
allí se alza majestuoso, imponente,
el estadio de A Malata.
Construido en mil novecientos noventa y tres,
sus cimientos arraigados en la pasión,
sus gradas ansiosas de historias por contar,
A Malata es más que cemento y hierro.
Once mil novecientos veintidós corazones latiendo al unísono,
como las olas que rompen en la costa cercana,
vibran con cada gol, con cada gesto del balón,
con la esperanza de un Racing de Ferrol victorioso.
Las tardes de domingo se visten de verde y blanco,
los cánticos resuenan en las alturas,
y los héroes del pasado y del presente
se entrelazan en la memoria colectiva.
A Malata, testigo de gestas y derrotas,
de lágrimas de alegría y tristeza,
es el refugio de los fieles, la casa de los valientes,
donde el fútbol se convierte en poesía.
En sus esquinas, los recuerdos se entrelazan,
las leyendas cobran vida en cada rincón,
y los sueños de los niños se elevan hacia el cielo,
como los balones que surcan su césped sagrado.
Así, A Malata, te alzamos en versos,
te celebramos en rimas y estrofas,
porque eres más que un estadio,
eres el alma de una ciudad, el corazón de un club.
Que tus gradas sigan rugiendo,
que tus luces iluminen la noche,
y que el eco de tus cánticos perdure,
como un himno eterno en el viento gallego.
¡Oh, Malata querida, te llevamos en el alma,
y en cada gol, en cada abrazo, en cada lágrima,
te decimos: gracias por ser nuestro refugio,
nuestro templo, nuestra pasión desbordante!

La Malata: Templo de Pasiones
En la ribera de la ría, erguido y valiente,
se alza el estadio de los sueños, A Malata,
donde los corazones rugen como mareas,
y los héroes se forjan en el fragor de la batalla.
Malataná, te llamamos con cariño,
como un susurro que se pierde en la brisa,
eres el fortín de la ría, inexpugnable,
donde los sueños se tejen en la hierba verde.
Las noches de gloria, las tardes de pasión,
se despliegan en tus gradas, en tus esquinas,
y los nombres se entrelazan con la historia,
como hilos invisibles que unen pasado y presente.
Eres más que un estadio, eres un sentimiento,
un latido constante en el corazón de Ferrol,
donde los cánticos resuenan como himnos,
y cada gol es un verso en la poesía del fútbol.
A Malata, te llevamos en el alma,
como un faro que guía a los navegantes,
y en cada gesto, en cada abrazo, en cada lágrima,
te decimos: gracias por ser nuestro refugio constante.